# Chelodina burrungandjii
Chelodina burrungandjii is een schildpad uit de familie slangenhalsschildpadden (Chelidae).

## Naam en indeling
De wetenschappelijke naam van de soort werd voor het eerst voorgesteld door Scott A. Thomson, Rod Kennett en Arthur Georges in 2000. Later werd de wetenschappelijke naam Macrochelodina burrungandjii gebruikt. De Engelstalige naam 'Arnhem Land Long-Necked turtle' slaat op het verspreidingsgebied in Arnhemland, Australië.
De soortaanduiding burrungandjii is afgeleid van het woord burrungandji (met een enkele 'i') dat de lokale Gaagudjubevolking gebruikt om specifiek deze soort aan te duiden.
De soort behoorde lange tijd tot het geslacht Macrochelodina, waardoor de verouderde wetenschappelijke naam in de literatuur wordt gebruikt. De schildpad werd voor het eerst wetenschappelijk beschreven in 2000, zodat nog niet alle literatuur de soort vermeld.

## Uiterlijke kenmerken
De schildpad wordt middelgroot en bereikt een schildlengte tot ongeveer 32 centimeter, de vrouwtjes worden groter dan de mannetjes. Het schild is langwerpig van vorm en steekt wat uit aan de achterzijde. De schildplaten zijn relatief glad, meestal is een nuchaalschild aanwezig. De schildkleur is bruin tot oranje. Onder de keel zijn twee tot vier baarddraden aanwezig. De kop en ledematen hebben een groene tot bijna zwarte kleur. De keel en kin hebben een lichtere tot gele kleur. De iris is bruin, met een goudkleurige tot oranje ring rond de pupil.

## Levenswijze
De vrouwtjes graven in het droge seizoen een nest in de oevers langs wateren met een zandbodem. Chelodina burrungandjii is een carnivoor, op het menu staan voornamelijk vissen en garnalen.

## Verspreiding en habitat
Chelodina burrungandjii is endemisch in Australië. Hier komt de soort voor in de staat Noordelijk Territorium. De habitat bestaat uit zoetwaterpoeltjes en -rivieren, billabong-draslanden en aan de voet van steile hellingen. Vaak is het water en de omgeving hiervan voorzien van veel vegetatie waar de schildpad in schuilt.